# First Day of My Life (Melanie C)
First Day of My Life è il terzo singolo estratto dal terzo album di Melanie C, Beautiful Intentions. Il brano è stato pubblicato il 30 settembre 2005 in Germania, Austria e Svizzera, e solo in seguito è stato pubblicato in tutta Europa.
La canzone è stata scritta da Guy Chambers ed Enrique Iglesias e in precedenza era stata registrata dal tenore italiano Andrea Bocelli con il titolo Un nuovo giorno. La canzone inizialmente non era compresa nell'album di estrazione, ma vi fu inserita successivamente nelle ristampe dell'album. La canzone ottenne un ottimo successo e partecipò addirittura ai premi Echo nel 2006 in Germania, ma perse in favore di Hung Up, di Madonna. Inoltre il singolo non venne pubblicato in Inghilterra ed è stato inserito come b-side del singolo Carolyna, pubblicato nel giugno 2007; tuttavia la prima pubblicazione britannica è stata con il DVD Live Hits, nel 2006. La canzone risulta essere ad oggi il maggior successo della cantante, tanto che la reincise in francese per il mercato locale.
Il brano, sigla di apertura delle popolari soap opera Julia - La strada per la felicità e La strada per la felicità, è stato dichiarato nel settembre 2008 il terzo più scaricato di sempre dal negozio virtuale iTunes in Germania.Disco Di Platino in Germania (500 000)

## Video
Il video è stato girato ad Hannover, in Germania, il 26 agosto 2005, e il suo soggetto era la cantante stessa che eseguiva la canzone.

## Tracce e formati

### European 3-Track CD
- First Day of My Life - 4:04
- First Day of My Life (acoustic version) - 4:04
- Runaway - 3:24

### German 2-Track CD
- First Day of My Life - 4:04
- Runaway - 3:24

### Australian Maxi CD
First Day of My Life (acoustic version)

## Classifiche
| Paese            | Posizione massima |
| ---------------- | ----------------- |
| Svizzera         | 1                 |
| Spagna           | 1                 |
| Germania         | 1                 |
| Austria          | 2                 |
| Belgio (Fiandre) | 3                 |
| Svezia           | 9                 |
| Norvegia         | 14                |
| Danimarca        | 18                |
| Francia          | 25                |
| Italia           | 42                |
| Paesi Bassi      | 94                |